# Cini Minis
Cini Minis – marka płatków śniadaniowych stworzona przez Nestlé. Produkowane obecnie przez Cereal Partners na licencji Nestlé.

## Płatki śniadaniowe
Cini Minis mają postać zbożowych kwadracików pokrytych cynamonowym wzorkiem. Produkowane są z pełnego ziarna głównie żyta i pszenicy. Pierwotnie wzorki cynamonowe były zupełnie przypadkowe, w obecnej wersji są zrobione dokładnie według projektu. Wzbogacone o witaminy np. B1, B2, B6, B12, C, wapń i żelazo. Porcja 30 g dostarcza 184 kalorii.
Płatki Cini Minis dostępne są również w formie batonika.

## Maskotki

### Kucharz
Pierwszą maskotką Cini Minis był mały kucharzyk. W reklamach produkował płatki i rozdawał je dzieciom. Był rozmiarów myszy. Widniał także na opakowaniu. Gdy wycofano go przez pewien czas Cini Minis nie miały maskotki.

### Klub Cini Minis
Klub Cini Minis to czwórka dzieci. Nazwy użyto tylko w kilku pierwszych reklamach z ich udziałem. W standardowej reklamie w pierwszej scenie ukazuje się człowiek, który jest mistrzem swojego fachu (np. inspektor, piłkarz) w akcji. Następnie dzieci pokazują mu Cini Minis i pytają, dlaczego są tak lubiane przez dzieci. Bohater zawsze doszukuje się związku ze swoją pracą, nie domyślając się, że chodzi o cynamonowe wzorki. Ta forma reklamy stosowana jest do dziś.